# جام هندی
جام هندی (به انگلیسی: Jam Handy) (زادهٔ ۶ مارس ۱۸۸۶) شناگر اهل ایالات متحده آمریکا است.